# Philipp Dirr
Philipp Dirr (auch Philipp Thürr) (* um 1582 in Weilheim; † 1633 in Freising) war ein deutscher Tischler und Bildhauer.
Dirr wurde als Sohn eines Handwerkers geboren. Das Kistler- und Bildhauerhandwerk erlernte er zunächst bei Clement Petle (Petel), dem Vater von Georg Petel, in Weilheim und begab sich 1601 auf die Walz. 1611 kam Dirr über Geisenfeld nach Freising, wo er sich vermutlich niederließ.
Als ersten Auftrag in Freising schuf er 1617 in der Kapelle der fürstbischöflichen Residenz den Verkündigungsaltar. Mit seiner Arbeit erwarb er sich das Vertrauen des Freisinger Fürstbischofs Veit Adam. Bei der Umgestaltung des Freisinger Doms im Stil der Renaissance betraute dieser Dirr mit zahlreichen weiteren Aufträgen, unter anderem hat er 1622/23 den Lautenengel und den Harfenengel für die Domorgel und 1625 den Hochaltar geschaffen. Die Entwürfe für die Freisinger Werke lieferte vor allem der Münchener Hofmaler, Bildhauer und Architekt Hans Krumpper.
In der Pfarrkirche Mater Dolorosa am Hohen Kreuz bei Regensburg sind Teile des Geisenfelder Altars aus dem früheren Benediktinerinnenkloster in Geisenfeld (Büste Gottvaters und Engelsfiguren, um 1620) erhalten.
Skulpturen am Hochaltarretabel schuf er in Johanneck (Gemeinde Paunzhausen, Landkreis Freising) in der Kath. Filialkirche Mariä Himmelfahrt. Dort ist auch seine Kreuzigungsgruppe (1625) aus dem Freisinger Dom aufgestellt.
Philipp Dirr war der Urgroßonkel der Bildhauer Johann Georg Dirr und Franz Anton Dirr.

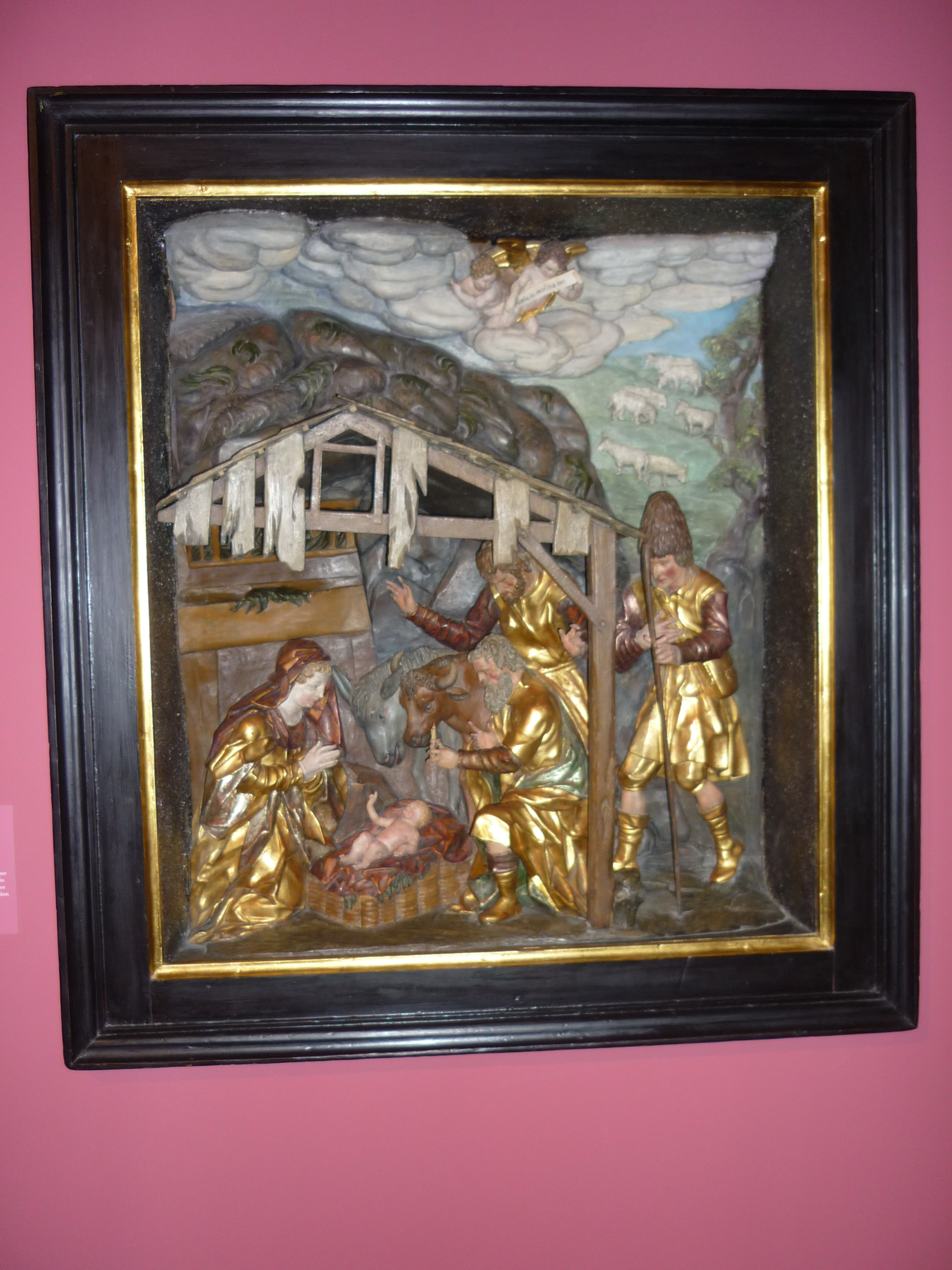
Anbetung der Hirten, um 1618, Diözesanmuseum Freising
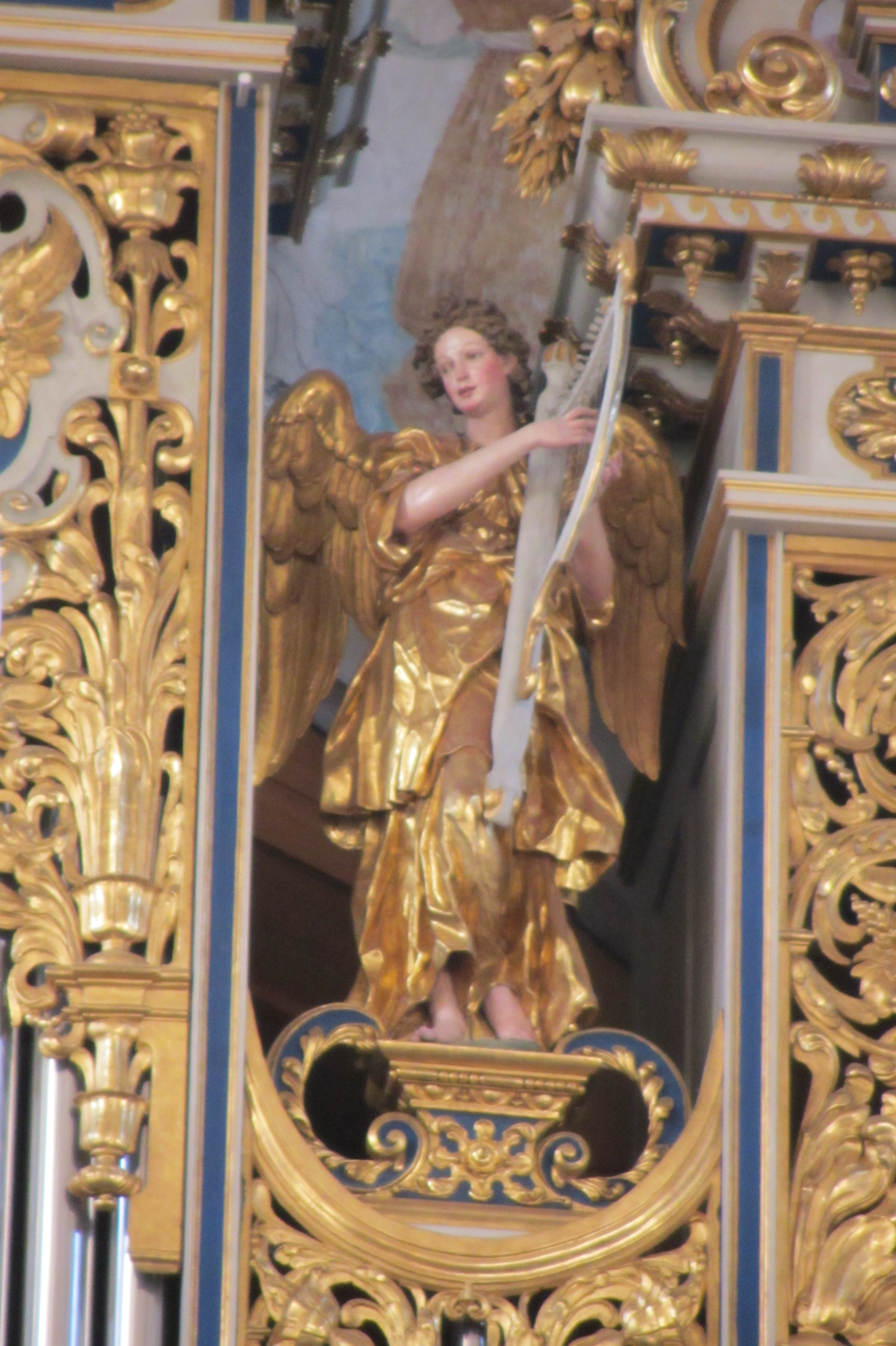
Harfenengel im Freisinger Dom
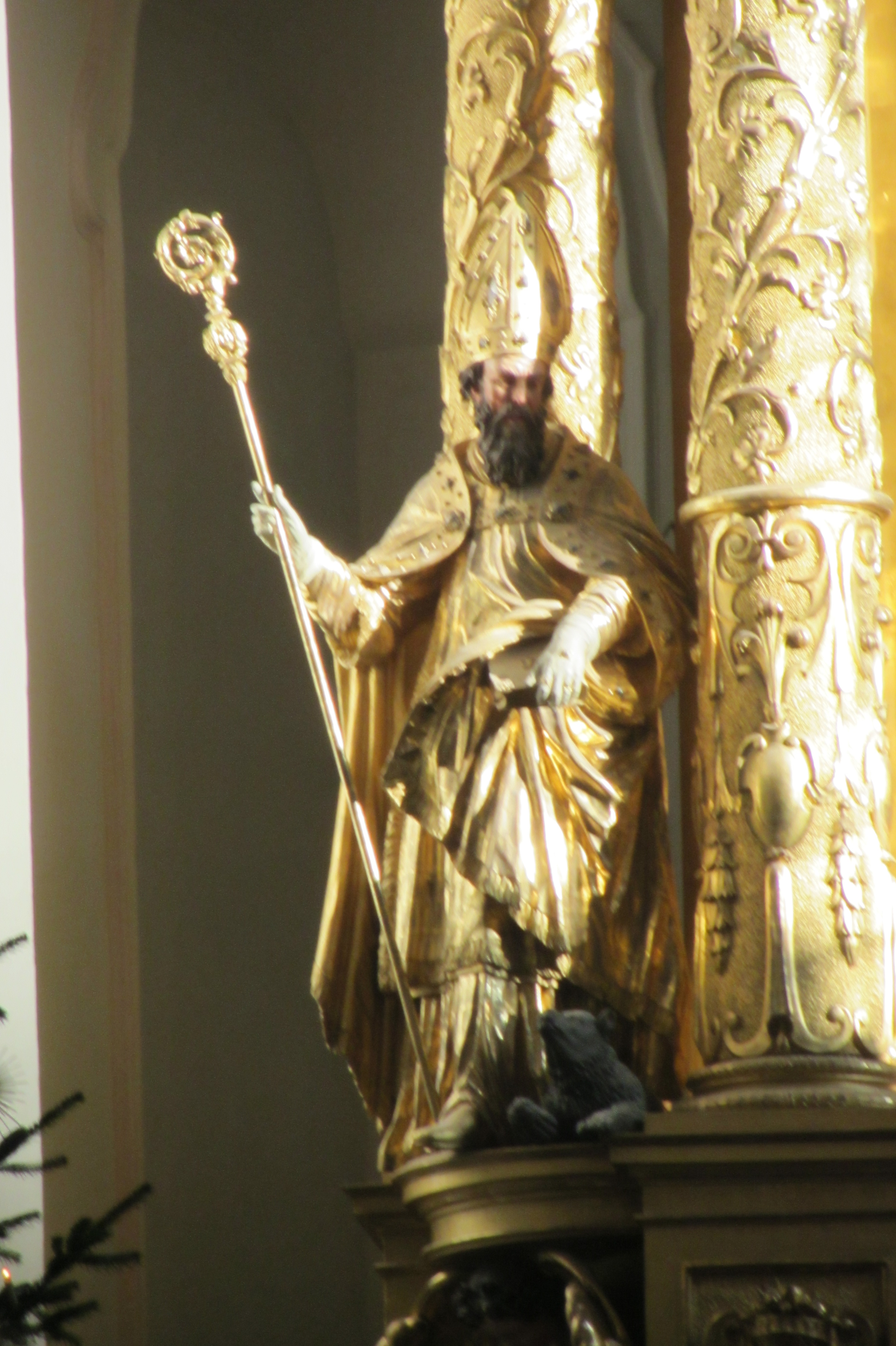
Hl. Korbinian, Freising, Dom, Hochaltar
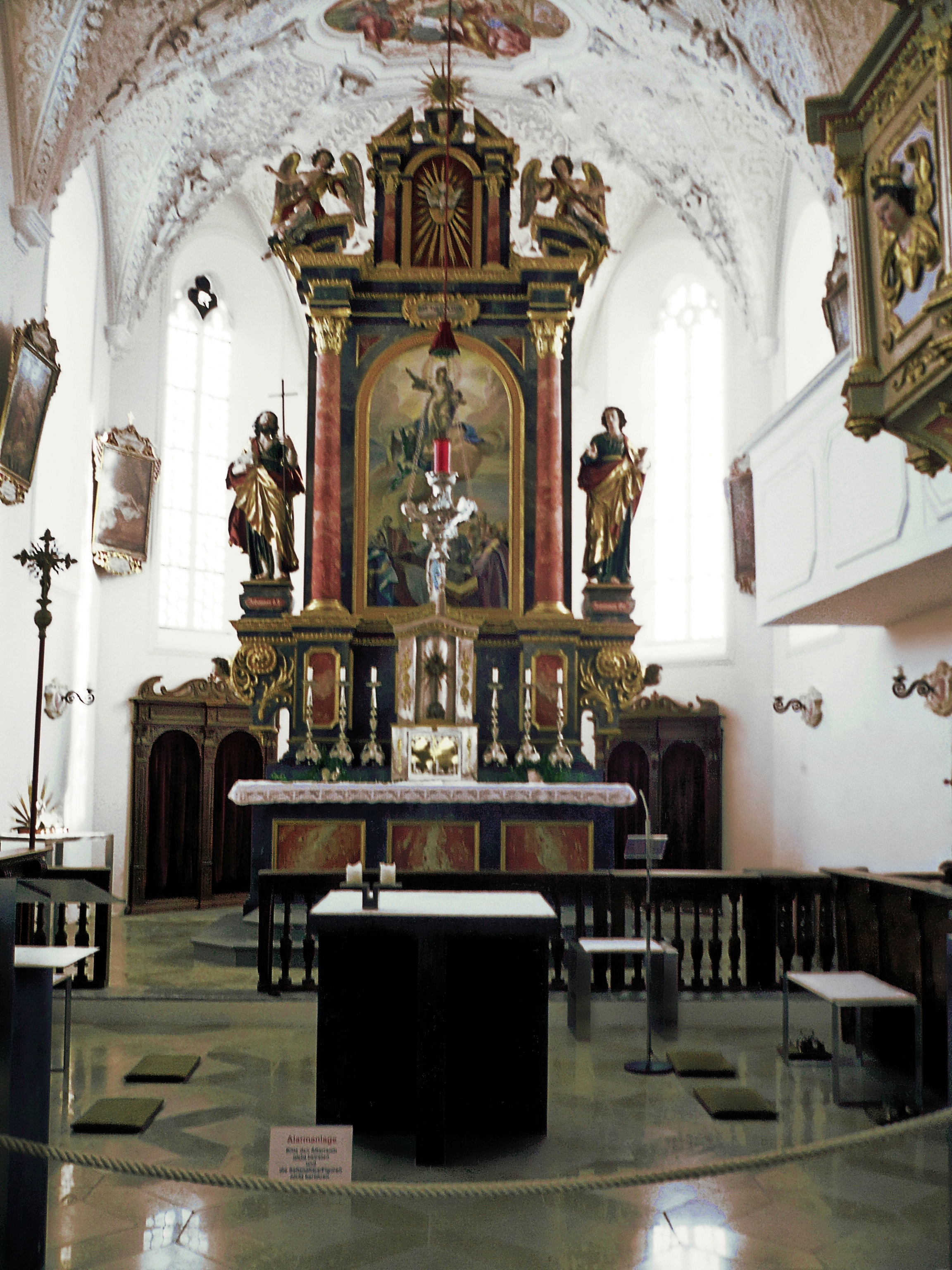
Hochaltar in Johanneck mit Skulpturen von Dirr
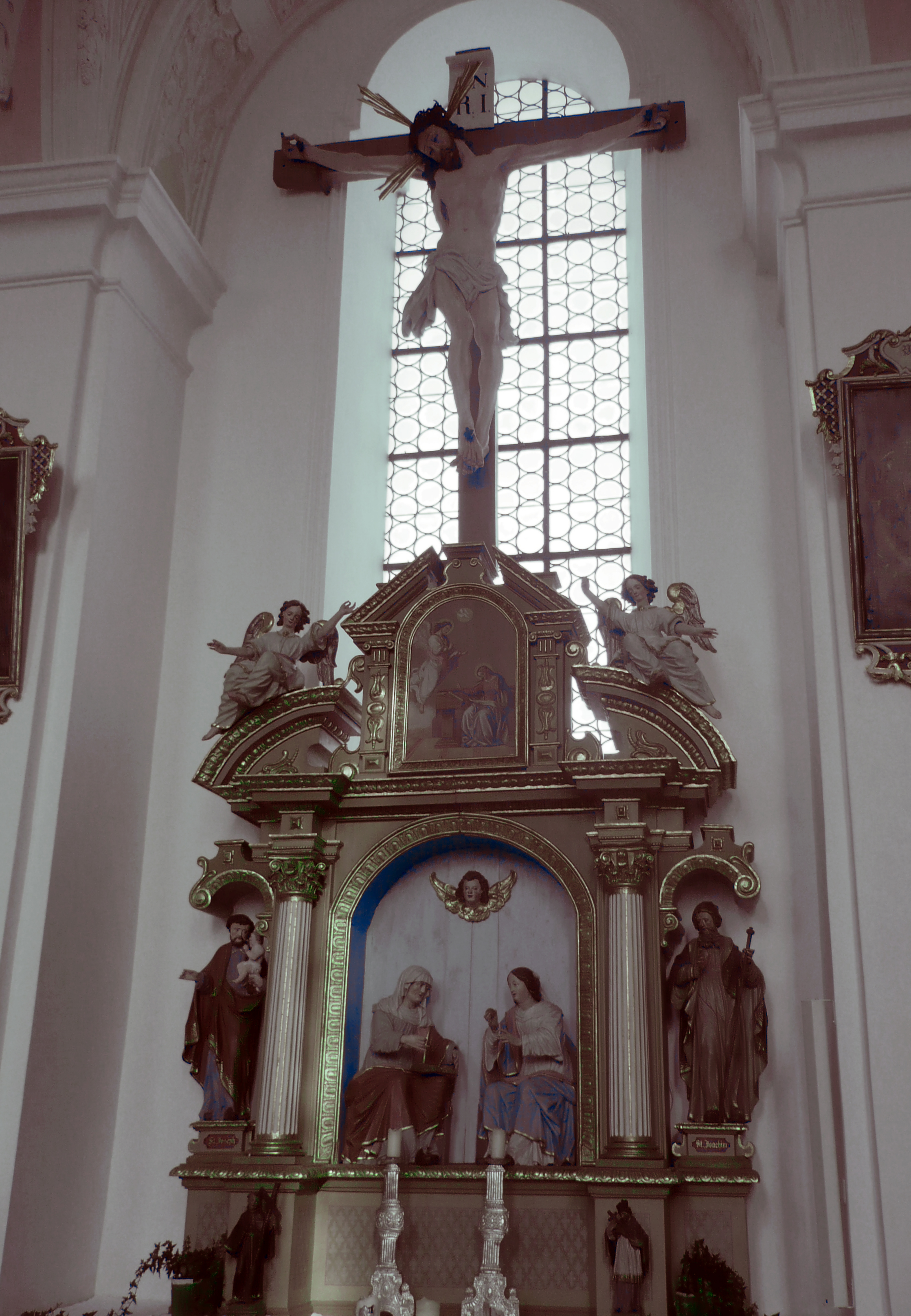
Kreuzigungsgruppe in Johanneck